# Maj Britt Andersen

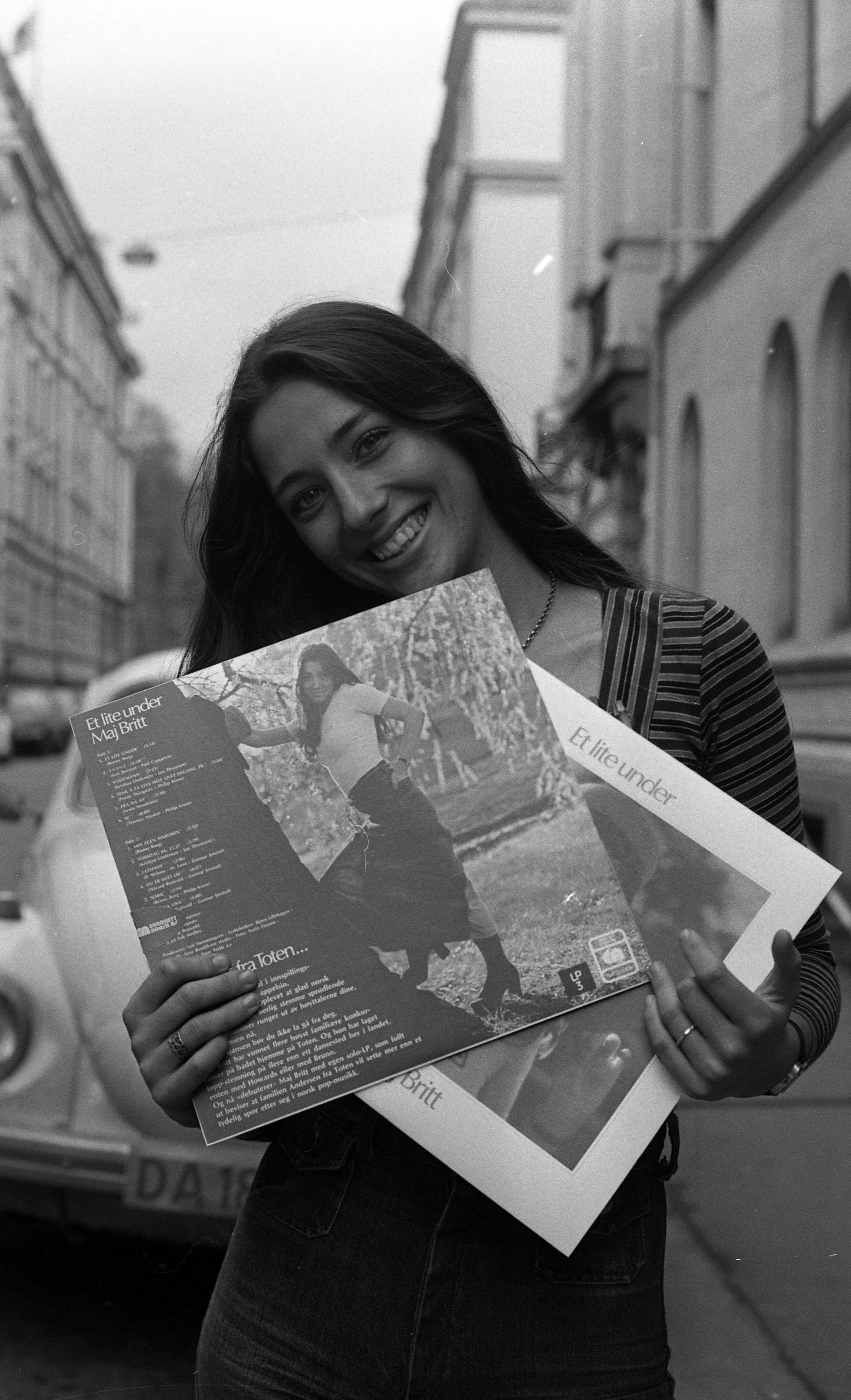
Maj Britt Andersen, 1975

Maj Britt Andersen (* 15. November 1956 in Østre Toten) ist eine norwegische Musikerin und Schauspielerin. Bekannt wurde sie insbesondere durch ihre Kinderalben.

## Leben
Andersen ist die jüngere Schwester der Sängerin und Schauspielerin Inger Lise Rypdal. In ihrer Jugend sang sie in mehreren Dansebands. Im Jahr 1975 gab Andersen ihr Debütalbum Et lite under heraus. Drei Jahre später folgte ihr zweites Album Det svinger i meg. Andersen nahm im März 1978 mit dem Lied Hør hva andre har fått til am Melodi Grand Prix 1978, dem norwegischen Vorentscheid für den Eurovision Song Contest, teil.
In den 1980er-Jahren war sie gemeinsam mit ihrer Schwester Teil der Soulband Chipahua. Dort lernte sie ihren späteren Ehemann Geir Holmsen kennen. Mit Holmsen und dem Schauspieler und Schriftsteller Trond Brænne gab sie mehrere Kinderalben heraus. Im Jahr 1986 veröffentlichten sie Folk er rare!, das beim Musikpreis Spellemannprisen 1986 als bestes Kinderalbum des Jahres ausgezeichnet wurde. Von 1987 bis 2010 erhielt sie weitere Nominierungen in der Kategorie für Kindermusik, bevor sie im Jahr 2015 für das Album Væla omkring erneut ausgezeichnet wurde.
Andersen gab zudem mehrere Alben heraus, in denen sie Texte von Alf Prøysen sang. Im Jahr 1992 kam das Album Kjærtegn heraus. Mit Dørstokken heme folgte 2004 ein weiteres Prøysen-Album. Auch an der Prøysen-Theatervorstellung Nå seile vi på wirkte sie mit. Mit Lars Saabye Christensen gab Andersen im Jahr 2019 Et stille sted heraus. Geir Holmsen, der ebenfalls an dem Album beteiligt war, erhielt dafür beim Spellemannprisen 2018 eine Nominierung in der Komponistenkategorie. An ihrem 2021 veröffentlichten Album Et snev av evig schrieben ebenfalls Christensen und Holmsen mit.
Neben ihrer Musikkarriere trat Andersen auch in an Kinder gerichtete Fernseh- und Radioprogrammen auf. Zudem wirkte sie als Schauspielerin in Kindertheateraufführungen mit. Mit dem Theaterstück Pulverheksa og vennene hennes war sie im Jahr 2017 auf einer Norwegentournee. Zum Pulverheksa-Universum trug sie zuvor bereits Kinderalben bei. Andersen wirkte in der zu Beginn des Jahres 2022 ausgestrahlten Musikshow Hver gang vi møtes mit, wo sie unter anderem das Lied Engel, ikke dra von Tix coverte. Beim Spellemannprisen 2024 wurde sie mit dem Ehrenpreis ausgezeichnet.
Ihre Tochter Daniela Reyes ist ebenfalls als Musikerin tätig.

## Auszeichnungen
Spellemannprisen
- 1986: „Kinderalbum“ für Folk er rare!
- 1987: Nominierung in der Kategorie „Kinderalbum des Jahres“ für Tida går så altfor fort
- 1988: Nominierung in der Kategorie „Kinderalbum des Jahres“ für Folk er rare! 2!
- 1990: Nominierung in der Kategorie „Kinderalbum des Jahres“ für Tamme erter & villbringebær
- 1994: Nominierung in der Kategorie „Kinderalben“ für Rippel rappel
- 1998: Nominierung in der Kategorie „Kinderalbum“ für Chevina
- 2006: Nominierung in der Kategorie „Kinderalbum“ für Onger er rare
- 2007: Nominierung in der Kategorie „Kinderalbum“ für Pulverheksa (mit weiteren)
- 2007: Nominierung in der Kategorie „Kinderalbum“ für Troll (mit Trond Brænne)
- 2008: Nominierung in der Kategorie „Kinderalbum“ für Pulverheksas jul
- 2010: Nominierung in der Kategorie „Kinderalbum“ für Indranis sang
- 2015: „Kindermusik“ für Væla omkring
- 2024: „Ehrenpreis“

Weitere (Auswahl)
- 1994: Juliusprisen (mit Gir Holmsen)[9]
- 2001: Prøysenprisen (mit Geir Holmsen)[10]

## Diskografie

### Alben
| Jahr | Titel         | Höchstplatzierung, Gesamtwochen, AuszeichnungChartsChartplatzierungen (Jahr, Titel, Platzierungen, Wochen, Auszeichnungen, Anmerkungen) | Anmerkungen |
| Jahr | Titel         | NO | Anmerkungen |
| ---- | ------------- | --- | ----------- |
| 2006 | Onger er rare | NO25 (3 Wo.)NO |             |

Weitere Alben
- 1975: Et lite under
- 1978: Det svinger i meg
- 1985: Har du hørt det?
- 1986: Folk er rare!
- 1987: Tida går så altfor fort
- 1989: Folk er rare! 2!
- 1990: Tamme erter & villbringebær
- 1992: Kjærtegn
- 1994: Rippel rappel
- 1997: Vinterkropp
- 1999: Chevina
- 2004: Dørstokken heme
- 2007: Pulverheksa
- 2007: Troll (mit Trond Brænne)
- 2008: Pulverheksas jul
- 2010: Indranis Sang
- 2012: Landsbybarna i Bawatele
- 2014: Mitt hjerte er ditt
- 2015: Væla omkring
- 2015: Livet er ei vise
- 2017: Pulverheksa og vennene hennes
- 2019: Et stille sted (mit Lars Saabye Christensen)
- 2021: Et snev av evig (mit Ingar Bergby)